# Elizabeth Odio Benito
Elizabeth Odio Benito (sinh ngày 15 tháng 9 năm 1939) là một trong những thẩm phán tại Tòa án Nhân quyền Liên Mỹ (nhiệm kỳ 2016-2021). Bà là Phó chủ tịch của Tòa án Hình sự Quốc tế. Trước đây bà từng là thẩm phán của Toà án Hình sự Quốc tế cho Nam Tư cũ, và tại quê nhà Costa Rica, bà đã hai lần được bổ nhiệm làm Bộ trưởng Tư pháp, sau đó trở thành Phó Tổng thống Cộng hòa. Nền tảng của bà là một luật sư hàn lâm, chuyên về quản lý công lý và nhân quyền, đặc biệt là quyền của phụ nữ.

## Tuổi thơ và giáo dục
Mặc dù được sinh ra ở Puntarenas, là đứa con đầu lòng của Emiliano Odio Madrigal và Esperanza Benito Ibañez, phần lớn cuộc đời đầu tiên của bà được dành ở San José, nơi bà theo học tại Colegio Superior de Señoritas. Luật pháp là một truyền thống về phía gia đình của cha cô; Odio Benito đặc biệt được khuyến khích bởi người chú luật sư của cô, Ulises Odio Santos, để nghiên cứu chủ đề đó. Bà tốt nghiệp thạc sĩ tại Đại học Costa Rica năm 1964, nơi bà vẫn duy trì sự nghiệp học tập, trở thành giáo sư chính thức vào năm 1986 và Phó chủ tịch về các vấn đề học thuật vào năm 1988. Trong thời gian này, bà bắt đầu làm việc trong lĩnh vực nghiên cứu về giới, với trọng tâm là tội ác đối với phụ nữ.

## Sự nghiệp chính trị ở Costa Rica
Trong khi đó, Odio Benito ngày càng tham gia vào việc quản lý công lý. Từ năm 1976 đến 1978, bà làm Thư ký cho Colegio de Abogados, hiệp hội luật sư của Costa Rica, và năm 1978 được bổ nhiệm vào các văn phòng chung của Bộ trưởng Bộ Tư pháp và Tổng chưởng lý, mà bà giữ đến năm 1982 khi Đảng Giải phóng Quốc gia nắm quyền chủ tịch. Năm 1990, bà trở lại với nhiệm kỳ bốn năm nữa với tư cách là Bộ trưởng Bộ Tư pháp, dưới thời Tổng thống Rafael Ángel Calderón Fournier. Đỉnh cao của sự nghiệp chính trị trong nước của bà là vào năm 1998, với việc bà được bầu làm Phó Chủ tịch thứ hai cùng với Tổng thống Miguel Ángel Rodríguez và Phó Chủ tịch thứ nhất Astrid Fischel Volio; trong thời gian này, bà cũng là Bộ trưởng Môi trường và Năng lượng.

### Thẩm phán của Toà án Hình sự Quốc tế cho Nam Tư cũ, 1993-1998
Sự tham gia của Odio Benito vào công lý quốc tế bắt đầu trong nhiệm kỳ thứ hai của bà, với việc bổ nhiệm năm 1993 với tư cách là thẩm phán của Toà án Hình sự Quốc tế cho Nam Tư cũ. Đây là lần đầu tiên bà ngồi làm thẩm phán, một sự thật mà bà đã bị một số người tham gia phiên tòa chỉ trích. Đóng góp lớn trong quá trình tố tụng này là nỗ lực thành công của Odio Benito để cưỡng hiếp và các vụ tấn công tình dục khác được coi là cực hình. Giải thích của cô, dựa trên trường hợp hai phụ nữ Serbia bị hãm hiếp trong trại giam elebići, hiện là một nguyên tắc được chấp nhận của luật pháp quốc tế.
Năm 1998, Odio Benito rời ICTY do hậu quả của việc trở thành Phó chủ tịch, nhưng bà tiếp tục đóng vai trò tích cực trong các lĩnh vực liên quan của pháp luật. Đáng chú ý nhất, bà là chủ tịch của nhóm làm việc của Liên Hợp Quốc đã soạn thảo Nghị định thư không bắt buộc cho Công ước chống tra tấn.  Hiệp ước bổ sung này, dành cho bất kỳ quốc gia nào tham gia Công ước chính của Liên hợp quốc về chống tra tấn, cho phép các chuyên gia quốc tế và độc lập đến thăm bất kỳ nhà tù, trại giam hoặc cơ sở tương tự nào, nói chuyện riêng với mọi người tổ chức ở đó, và đưa ra khuyến nghị cho các nhà chức trách nhằm ngăn chặn sự tra tấn hoặc lạm dụng khác được thực hiện ở đó. Nghị định thư không bắt buộc có hiệu lực từ ngày 22 tháng 6 năm 2006. Tính đến ngày 31 tháng 1 năm 2007, có 32 quốc gia thành viên với hơn 31 quốc gia đã ký nhưng chưa phê chuẩn Nghị định thư.

### Thẩm phán của Tòa án Hình sự Quốc tế, 2003-2012
Cuộc bầu cử của Odio Benito vào Tòa án Hình sự Quốc tế không phải là không có tranh cãi. Ứng cử viên của bà ban đầu được tài trợ bởi Costa Rica, nhưng Tổng thống Abel Pacheco đã rút lại sự hỗ trợ mà không cần giải thích. Vì họ là thành viên của cùng một đảng chính trị, có thể có bất kỳ lý do nào khiến Tổng thống tìm cách làm suy yếu bà. Điều này đã được đề xuất bởi phong trào ủng hộ cuộc sống rằng lập trường cho phép phá thai của Odio Benito đã thúc đẩy Pacheco tiến lên chống lại bà  Lưu trữ ngày 30 tháng 9 năm 2007 tại Wayback Machine. Trong mọi trường hợp, các nhóm phụ nữ khác nhau đã huy động để vận động cho sự sẵn sàng của bà ấy.  Cuối cùng, bà đã bị Panama từ bỏ, người mà tổng thống lúc đó là Mireya Moscoso, là một nhà hoạt động được chú ý khác vì quyền của phụ nữ. Do đó, Odio Benito là ứng cử viên duy nhất không được tài trợ bởi chính quốc gia của mình. Tuy nhiên, bà đã được bầu trong vòng ba mươi ba vòng bỏ phiếu đầu tiên, cho thấy sự ủng hộ mạnh mẽ từ các quốc gia thành viên.
ICC chính thức mở cửa vào ngày 11 tháng 3 năm 2003, với Elizabeth Odio Benito là Phó chủ tịch thứ hai.
Khi Tòa án Hình sự Quốc tế kết án lãnh chúa Congo Thomas Lubanga 14 năm tù vào tháng 7 năm 2012 vì sử dụng binh lính trẻ em trong quân đội nổi dậy của mình vào năm 2002 và 2003 - bản án đầu tiên được tòa án áp đặt trong lịch sử của nó -, Odio Benito không đồng ý với hai đồng bọn của mình Các thẩm phán và trong một ý kiến không đồng tình cho rằng 15 năm sẽ có tác dụng phù hợp hơn đối với các nạn nhân và gia đình họ, đặc biệt là do các hình phạt khắc nghiệt và bạo lực tình dục đối với các binh sĩ trẻ em của UPC.

## Bài giảng
Los crimenes de violencia tình dục en el Derecho Internacional hình sự de los siglos XX y XXI (El nuevo Orden jurídico Internacional một partir de 1945 y su ausencia de Perspectiva de Genero) trong loạt bài giảng của Liên Hợp Quốc Thư viện nghe nhìn của Luật quốc tế

## Giải thưởng
Odio được giới thiệu vào La Galería de las Mujeres de Costa Rica (Phòng trưng bày phụ nữ Costa Rica) vào năm 2002 vì những đóng góp của bà cho nhân quyền.